# Martha Tausk
Martha Tausk (szül. Martha Frisch) (Bécs, 1881. január 15. – Nijmegen, 1957. október 20.) osztrák újságíró, politikus.
1918 novemberében beválasztották a stájer parlamentbe, melynek első női képviselője lett. 1927-28-ban tagja volt az Osztrák Szövetségi Tanácsnak.

## Élete
Apjának volt egy kis nyomdája, amelyben az Arbeiter-Zeitung első számát nyomták ki. Édesanyja az Osztrák Általános Nőegylet igazgatósági tagja volt, Martha így korán megismerkedett a nőmozgalommal, illetve a munkásság helyzetével. Kereskedelmi iskolába járt, és bátyjával együtt Marianne és August Fickert tanítványa volt és összebarátkozott Lise Meitnerrel. 1900. május 13-án hozzáment a pszichoanalitikus Victor Tauskhoz, akitől 1908. október 20-án elvált. Két fiuk született: Marius Tausk és Victor Hugo Tausk. 1928-ban a Friedrich Adlernek köszönhetően a II. Internacionálé vagy más néven Szocialista Internacionálé tagja lett. Svájcban vezetője lett az újonnan alakult, nők jogaiért harcoló folyóiratnak: Frauenrecht – Zeitung für die arbeitenden Frauen der Schweiz. 1939-ben elmenekült a Gestapo elől, egyik fiához, Mariushoz Hollandiába, majd Brazíliába. A háború után visszatért Hollandiába, és itt is halt meg 1957-ben. Unokaöccse volt Otto Robert Frisch.

## Emlékezete
Grazban egy parkot neveztek el róla.

## Fordítás
- Ez a szócikk részben vagy egészben  a   Martha Tausk című német Wikipédia-szócikk fordításán alapul.  Az eredeti cikk szerkesztőit annak laptörténete sorolja fel. Ez a jelzés csupán a megfogalmazás eredetét és a szerzői jogokat jelzi, nem szolgál a cikkben szereplő információk forrásmegjelöléseként.